# Hyden (Kentucky)
Hyden es una ciudad ubicada en el condado de Leslie en el estado estadounidense de Kentucky. En el Censo de 2010 tenía una población de 365 habitantes y una densidad poblacional de 105,56 personas por km².

## Geografía
Hyden se encuentra ubicada en las coordenadas 37°9′30″N 83°22′36″O / 37.15833, -83.37667. Según la Oficina del Censo de los Estados Unidos, Hyden tiene una superficie total de 3.46 km², de la cual 3.31 km² corresponden a tierra firme y (4.19%) 0.15 km² es agua.

## Demografía
Según el censo de 2010, había 365 personas residiendo en Hyden. La densidad de población era de 105,56 hab./km². De los 365 habitantes, Hyden estaba compuesto por el 96.44% blancos, el 0% eran afroamericanos, el 0% eran amerindios, el 1.1% eran asiáticos, el 0% eran isleños del Pacífico, el 1.64% eran de otras razas y el 0.82% pertenecían a dos o más razas. Del total de la población el 1.92% eran hispanos o latinos de cualquier raza.